# 特韦圣朱利安
特韦圣朱利安（法語：Thevet-Saint-Julien）是法国安德尔省的一个市镇，位于该省东南部，属于拉沙特尔区。该市镇总面积30.94平方公里，2009年时的人口为470人。

## 人口
特韦圣朱利安人口变化图示